# Placa do Caribe
Placa do Caribe (português brasileiro) ou das Caraíbas (português europeu) é uma placa tectônica principalmente oceânica subjacente à América Central e ao Mar do Caribe, ao largo da costa norte da América do Sul.

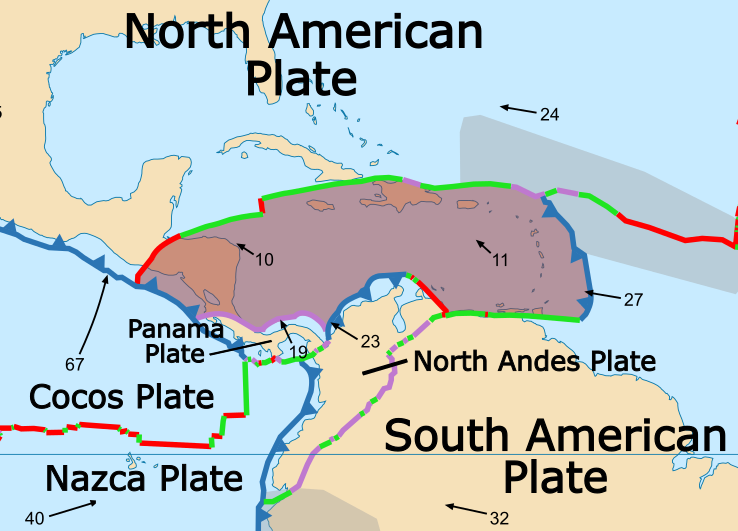
Placa do Caribe

Com cerca de 3,2 milhões de quilômetros quadrados de área, a Placa do Caribe faz fronteira com a Placa Norte-Americana, a Placa Sul-Americana, a Placa de Nazca e a Placa de Cocos. Essas fronteiras são regiões de intensa atividade sísmica, incluindo frequentes terremotos, tsunamis ocasionais e erupções vulcânicas.